# الحبيل (خنفر)

تعديل مصدري - تعديل

بدو رحل الحبيل هي إحدى قرى عزلة جعار بمديرية خنفر التابعة لمحافظة أبين، بلغ تعداد سكانها 100 نسمة حسب تعداد اليمن لعام 2004.